# Carla Anderson Hills
Carla Anderson Hills (Los Angeles, 3 de janeiro de 1934) é um advogada e figura pública estadunidense. Ela serviu como Secretaria de Habitação e Desenvolvimento Urbano dos Estados Unidos no no governo de Gerald Ford.
Carla Anderson Hills desempenhou papéis significativos nos gabinetes presidenciais e na arena das negociações de comércio internacional durante as administrações de Gerald Ford e George H.W. Bush. Dentre suas realizações notáveis, destaca-se seu pioneirismo como a primeira mulher a assumir o posto de secretária de Habitação e Desenvolvimento Urbano, além de seu feito como a terceira mulher a ocupar um assento no gabinete governamental.